# 白塔街道 (达拉特旗)
白塔街道，是中国内蒙古自治区鄂尔多斯市达拉特旗下辖的一个乡镇级行政单位。

## 行政区划
2011年，增设白塔街道，辖原树林召镇白塔、化工、蒙达3个社区，辖区人口约3.7万人。
西园街道共辖以下地区：
白塔社区、化工社区、蒙达社区和恒润社区。